# Армин Музаферија
Армин Музаферија (Високо, 1. децембар 1988) је босанскохерцеговачки фолк и поп-фол певач, који пева севдалинке,традиционалну бошњачку музику,  као и религијску муслиманску музику. Представљао је Босну и Херцеговину на Песми Турковизије 2020. године где је освојио четврто место. Ожењен је Анимонм Ћеман и има синове Абдулаха и Имрана.

## Дискографија

### Албуми
- Још те волим (2009, Хит рекордс)[2]
- На срцу потписан (2015, Хајат продукција)

### Синглови
- Поведи ме (2007)
- Не могу да те не волим (2008)
- Гдје ми љубав спава (2008)
- С тобом опет учим што је љубав (2009)
- Гдје си ти (2010)
- Само ти (2016)
- Твом ресулу (2018)
- Бићу ту (2018)
- Џехва (2018/2020) Песма Турковизије
- Студен водо (2021)